# São Sebastião da Boa Vista
São Sebastião da Boa Vista est une municipalité brésilienne située dans l'État du Pará.